# Oleksandra
Oleksandra ist ein weiblicher Vorname. Er ist die ukrainische Form des Vornamens Alexandra, der wiederum die weibliche Form des Namens Alexander ist.

## Namensträgerinnen
- Oleksandra Artjuschenko (1911–1990), sowjetische Botanikerin und Paläobotanikerin
- Oleksandra Kohut (* 1987), ukrainische Ringerin
- Oleksandra Kononowa (* 1991), ukrainische paralympische Skisportlerin
- Oleksandra Koraschwili (* 1996), ukrainische Tennisspielerin
- Oleksandra Kuschel (* 1953), ukrainische Politikerin
- Oleksandra Matwijtschuk (* 1983), ukrainische Juristin, Menschenrechtsaktivistin und Vorsitzende des Center for Civil Liberties
- Oleksandra Nasarowa (* 1996), ukrainische Eiskunstläuferin
- Oleksandra Tymoschenko (* 1972), sowjetische bzw. ukrainische Turnerin